# Секретариат по делам экономики Святого Престола
Секретариат по делам экономики (итал. Segreteria per l'Economia) — дикастерия Римской курии которой подвластны все виды экономических активов Святого Престола и города-государства Ватикана. Секретариат призван консолидировать существующие ватиканские финансовые структуры и упростить управление ими. Секретариат по делам экономики ответствен за финансовое планирование, составление бюджета и покупку оборудования. Он контролируется Советом по экономике, который включает 15 членов — 8 епископов и 7 экспертов-мирян, привлеченных из различных частей мира.

## История
Папа Франциск распорядился о создании секретариата своим motu proprio Fidelis dispensator et prudens, опубликованным 24 февраля 2014 года. Его возглавляет кардинал-префект, который подчиняется непосредственно Папе. Это ведомство, после Государственного секретариата Святого Престола, вторая дикастерия с названием секретариата, с указанием её важности по сравнению с другими учреждениями курии. Местопребыванием секретариата будет башня Святого Иоанна в садах Ватикана.
Во главе Секретариата по делам экономики стоит префект. Кардинал Джордж Пелл, архиепископ Сиднея, был назван первым префектом секретариата и «попросил начать работу как можно скорее». Пелл сказал, что он начнёт работу в Ватикане «к концу марта».
Папа также объявил о создании Совета по делам экономики, чтобы установить руководящие принципы политики секретариата и анализировать свою работу. Совет состоит из восьми кардиналов или епископов и семи мирян «с сильным профессиональным финансовым опытом», все выбраны так, чтобы ведомство представляло собой Вселенскую Церковь. Совет возглавляет кардинал-координатор. Папа также назначит генерального аудитора.
3 марта 2014 года, Папа Франциск назначил монсеньора Альфреда Ксереба первым генеральным секретарём.

## Функции Секретариата
Секретариат по делам экономики, объединяя финансовые и административные функции Ватикана в одном агентстве, предназначен оптимизировать деловую активность Ватикана, обеспечить большую прозрачность и надзор, гарантировать, что дела Римской курии ведутся в соответствии с признанными стандартами бухгалтерского учета и лучшими методами.
Новые положения предусматривают также введение функции Генерального аудитора, которого назначает Папа, и который будет уполномочен проводить проверки любого органа Святого Престола и Ватикана в любое время.
Кроме того, Понтифик подтвердил роль Администрации имущества Святого Престола и Ватиканского банка.

## Руководство Секретариата
- префект Секретариата — доктор Максимино Кабальеро Ледо;
- генеральный секретарь — вакансия;
- прелат-секретарь — монсеньор Брайан Ферм;
- генеральный аудитор — доктор Либеро Милоне.

## Состав Совета по делам экономики

### Клирики
- Рейнхард Маркс, архиепископ Мюнхена и Фрайзинга, Германия (координатор);
- Хуан Луис Сиприани Торн, архиепископ Лимы, Перу;
- Даниэль Николас Динардо, архиепископ Галвестон-Хьюстона, США;
- Уилфрид Фокс Напье, O.F.M., архиепископ Дурбана, ЮАР;
- Жан-Пьер Рикар, архиепископ Бордо, Франция;
- Норберто Ривера Каррера, архиепископ Мехико, Мексика;
- Иоанн Тун Хон, епископ Гонконга, КНР;
- Агостино Валлини, бывший генеральный викарий Рима.

### Префекты
- кардинал Джордж Пелл — (24 февраля 2014 — 24 февраля 2019, в отставке);
- священник Хуан Антонио Герреро Альвес — (14 ноября 2019 — 30 ноября 2022, в отставке);
- доктор Максимино Кабальеро Ледо — (30 ноября 2022 — по настоящее время).

### Миряне
- доктор Джозеф Ф.Кс. Захра, председатель Папской комиссии для реформирования организации экономико-административных структур Святого Престола, Мальта (вице-координатор);
- Джон Ф. Кайл, Канада
- Жан-Батист Дувилль де Франссю, член Папской комиссии для реформирования организации экономико-административных структур Святого Престола, Франция;
- доктор Йохен  Мессемер, член Папской комиссии для реформирования организации экономико-административных структур Святого Престола, Германия;
- профессор Франческо Вермильо, Италия;
- Джордж Йео, член Папской комиссии для реформирования организации экономико-административных структур Святого Престола, Сингапур;
- Энрике Льяно Куэто, Испания.